# Anthony (Texas)
Anthony é uma cidade  localizada no estado norte-americano de Texas, no Condado de El Paso.

## Demografia
Segundo o censo norte-americano de 2000, a sua população era de 3850 habitantes. 
Em 2006, foi estimada uma população de 4118, um aumento de 268 (7.0%).

## Geografia
De acordo com o United States Census Bureau tem uma área de 
16,9 km², dos quais 16,8 km² cobertos por terra e 0,1 km² cobertos por água.

## Localidades na vizinhança
O diagrama seguinte representa as localidades num raio de 16 km ao redor de Anthony. 